# Stockholm Open 2014
Lo Stockholm Open 2014 è stato un torneo di tennis che si è giocato su campi in cemento al coperto. È stata la 46ª edizione dello Stockholm Open che fa parte della categoria ATP World Tour 250 series nell'ambito dell'ATP World Tour 2014. Gli incontri si sono svolti al Kungliga tennishallen di Stoccolma, in Svezia, dal 13 al 19 ottobre 2014.

## Partecipanti

### Teste di serie
| Nazionalità | Giocatore            | Ranking* | Testa di serie |
| ----------- | -------------------- | -------- | -------------- |
| Rep. Ceca   | Tomáš Berdych        | 7        | 1              |
| Bulgaria    | Grigor Dimitrov      | 10       | 2              |
| Sudafrica   | Kevin Anderson       | 16       | 3              |
| Ucraina     | Aleksandr Dolhopolov | 24       | 4              |
| Argentina   | Leonardo Mayer       | 25       | 5              |
| Francia     | Jérémy Chardy        | 32       | 6              |
| Spagna      | Fernando Verdasco    | 34       | 7              |
| Portogallo  | João Sousa           | 49       | 8              |

* Ranking al 6 ottobre 2014.

### Altri partecipanti
I seguenti giocatori hanno ricevuto una wildcard per il tabellone principale:
- Christian Lindell
- Patrik Rosenholm
- Elias Ymer

I seguenti giocatori sono passati dalle qualificazioni:

- Matthias Bachinger
- Dustin Brown
- Marius Copil
- Pierre-Hugues Herbert

## Campioni

### Singolare
Tomáš Berdych ha sconfitto in finale  Grigor Dimitrov per 5–7, 6–4, 6–4.
- È il decimo titolo in carriera per Berdych, il secondo del 2014.

### Doppio
Eric Butorac /  Raven Klaasen hanno sconfitto in finale  Treat Conrad Huey /  Jack Sock per 6–4, 6–3.